# Diocèse épiscopalien d'Argyll et des Îles
Le diocèse d'Argyll et des Îles est au Royaume-Uni, un diocèse de l'Église épiscopalienne écossaise.
Les cathédrales diocésaines sont :
- Saint-Jean-le-Divin d'Oban
- Cathédrale des Îles de Millport

Il ne doit pas être confondu avec le diocèse homonyme de l'Église catholique romaine.